# 村井城 (信濃国)
村井城（むらいじょう）もしくは村井館（むらいやかた）は、長野県松本市にあった日本の城。最後の正式名称は小屋城（こやじょう）。村井城の別名が小屋城または小屋館との通説が散見されるが、正確には当地名である村井郷の村井氏の居館である村井館が前身（詰城は埴原城）。これが天文17年（1548年）塩尻峠の戦い（勝弦峠の戦い）による村井氏滅亡で武田信玄により村井館は接収され小屋城として改築城された。

## 概要
木曾義仲の家臣、手塚光盛が居住したと伝えられているが真偽は不明。
鎌倉時代から戦国時代初期にかけてこの地を支配した村井氏が居を構えた。村井城は平時の館で、埴原城を詰城としていた。天文17年（1548年）甲斐の武田晴信（後の信玄）が小笠原長時と戦うと、村井氏は小笠原氏に属し、この館を今の松本市の林城および深志城（松本城）などの南の防衛拠点としていた。
しかし、小笠原氏が塩尻峠の合戦に敗れると、共に戦った村井氏は滅亡し、村井館は武田晴信のものとなった。同年10月、晴信は直ちに村井館跡に小屋城の鍬立普請を指図し、林城攻略の前進拠点とした。
続いて天文19年（1550年）7月、武田晴信は小笠原氏詰城の林城を落とすと、居城の深志城も落としこの地の拠点としたため、小屋城は深志城の支城として武田家臣馬場信房配下上條氏の居城となった。（林城・埴原城・桐原城などの鎌倉室町様式の小笠原流山城は廃城となった）
武田氏滅亡後は小屋城は廃城となったが、天正18年（1590年）の村井郷分村の際に当地は小屋村とされた。
現在、遺構などは一切残っておらず、住宅地の中に「小屋城跡」と書かれた標柱と説明看板があるのみである。
隣接する都波岐神社と泉龍寺は関連があるとされる。